# The Overnight
The Overnight è un film del 2015 diretto da Patrick Brice.
Commedia sexy statunitense con protagonisti Adam Scott, Taylor Schilling, Jason Schwartzman e Judith Godrèche.

## Trama
Alex con sua moglie Emily e il figlio RJ si sono trasferiti da poco a Los Angeles, senza ancora conoscere nessuno. Mentre lei di giorno lavora, lui passa più tempo a casa con il figlio, il quale un giorno fa amicizia con Max al parco. 
Da questo incontro casuale, si arriva ad un invito a cena con Kurt e sua moglie Charlotte e da qui una situazione che porta sempre più a situazioni imbarazzanti per entrambe le coppie.